# エドワード・マアルーフ
エドワード・マアルーフ （Edward Maalouf、1968年12月11日 - ）は、レバノンの自転車競技選手、ハンドサイクルレーサー。現在はオランダのカペラアンデナイセル在住。
若いころよりスポーツ選手として知られていたが、1995年に交通事故にあって以来、脊髄を損傷し下半身に麻痺が残っている。
2008年には北京パラリンピックへの出場が決まった。パラリンピックに向けて準備をする際に準備を手伝うために兄が彼のもとを訪れたが、その彼が心臓麻痺を起し心肺停止に陥り、危険な状態だったもののなんとか一命をとりとめることができた。
開会式でレバノン選手団の旗手を務めた。競技ではハンドサイクル部門のタイムトライアル HC Bとマスドレース HC Bに出場し、出場選手唯一となるパラリンピックにおいてレバノン初となるメダルの銅メダルをもたらした。